# 错配搭档
《错配搭档》（英語：Battle Creek）是由美國CBS電視台播出的刑偵查案喜劇類電視劇。由大衞·蕭和文斯·吉利根製作，由佐舒·杜咸米爾、狄恩·温特斯主演。於2015年3月1日首播。因为收视率低迷，CBS在2015年5月8日宣布取消该剧。

## 演員與角色

### 主要角色
- 佐舒·杜咸米爾 飾 特別探員米尔特·张伯伦（Special Agent Milton Chamberlain）[3]——英俊、迷人、谦逊甚至有点天真的FBI探员。在摩纳哥长大。因为上司排挤而从底特律调到小镇巴特尔克里克的FBI办事处工作。总能弄到一些顶尖的装备，这让饱受资金匮乏之苦的当地警察大开眼界。
- 狄恩·温特斯 飾 探員拉斯·阿格纽（Detective Russell 'Russ' Agnew）[3]——巴特尔克里克的当地警探。深受当地警局设备老旧所害。心地善良但态度生硬的侦探，缺乏耐性，讲求实用主义，认为使用犬儒主义、背信弃义、阴谋诡计这些下三滥的手段，即便资源很少也能净化贫穷的街道。
- 珍妮·麦克蒂尔（英语：Janet McTeer） 飾 古兹威克斯局长（Commander Kim 'Guz' Guziewicz）——拉斯的顶头上司。
- 凯尔朋·苏雷什·默迪 飾 探員丰塔内特·怀特（Detective Fontanelle 'Font' White）
- 奥布瑞·朵拉（英语：Aubrey Dollar） 飾 办公室主任霍莉·戴尔（Office Manager Holly Dale）
- Edward "Grapevine" Fordham Jr. 飾 探員艾伦·芬克豪泽（Detective Aaron 'Funk' Funkhauser）

## 季度
| 季数 | 档期（ET）  | 集数 | 首播         | 首播                      | 结局 | 结局                      | 电视季 | 收视人数 （以百万计） |
| 季数 | 档期（ET）  | 集数 | 日期         | 首播收视人数 （以百万计） | 日期 | 结局收视人数 （以百万计） | 电视季 | 收视人数 （以百万计） |
| ---- | ----------- | ---- | ------------ | ------------------------- | ---- | ------------------------- | ------ | --------------------- |
| 1    | 周一晚11:00 | 13   | 2015年3月1日 | 7.81                      |      |                           | 2015   | TBA                   |